# Жан I де Нёшатель
Жан I де Нёшатель (фр. Jean I de Neufchâtel; ок. 1378 — сентябрь 1433, Палестина), сеньор де Монтегю — бургундский военачальник, государственный деятель и дипломат.

## Биография
Сын Тьебо VI де Нёшателя и Маргариты Бургундской, младший брат Тьебо VII де Нёшателя, и старший — Эмбера де Нёшателя, епископа Базеля.
Советник и камергер короля Франции и герцога Бургундии. После смерти матери наследовал владения своего бездетного дяди Жана Бургундского (ум. 1373) из Шалонского дома — баронии Монтегю, Аманс и Фонтенуа-ле-Шато в Вогезах, сеньории Фондреман и Пор-сюр-Сон, а также Лиль, Шиссе и Бюффар в долине Лу, и защиту аббатства Фаверне и капитула Кальмутье. После этого Жан де Нёшатель четвертовал свой герб, добавив туда эмблемы графства Бургундского.
Отец 13 декабря 1400 отказал ему ренты с Салена и сеньорию Нанкиз, которую Жан 25 мая 1401 обменял у своего племянника Тьебо VIII на Шемийи. 25 июня 1418 он купил у кардинала де Бара шателению Конфлан-ан-Бассиньи за 6000 ливров, а 5 ноября у Бонны де Бар — шателению Нантёй-Ла-Фосс и землю Кюми за 7000 мутондоров.
С 1400 года был оруженосцем в свите герцога Филиппа Смелого. В июле 1403 назначен королевским виночерпием; пожалован в рыцари на военном смотре 12 сентября 1408.
В 1408 году принял участие в подавлении восстания льежцев против их епископа Иоганна Баварского, шурина герцога Жана Бесстрашного, и отличился в решающем сражении при Оте 23 сентября 1408.
В ноябре 1410 назначен капитан-генералом обеих Бургундий, в 1411—1412 боролся с восстанием Луи де Шалона в Тоннеруа. 29 января 1413 герцогиня Маргарита поручила ему командование войсками в Артуа, где Жан прославился обороной Арраса от королевских войск в июле — сентябре 1414, и единоборством в минной галерее с графом д'Э.
Как дипломат, в октябре 1414 был направлен к Екатерине Бургундской, вместе с Готье де Бофремоном вел переговоры с герцогом Австрийским, графом Вюртемберга и швейцарцами. В июне 1415 был послан на Констанцский собор к Римскому королю.
13 ноября 1415 герцог назначил Жана де Нёшателя губернатором Франш-Конте и шателеном Розмона и Бельфора. 11 августа 1416 был назначен королем Франции хранителем Люксёя. В 1417 году в ходе гражданской войны осаждал Ножан и взял Шалон-сюр-Марн, губернатором которого был назначен 13 августа.
В мае 1418 участвовал в захвате Парижа бургундцами, затем был послан королевой Изабо Баварской и герцогом Бургундским оборонять Руан от англичан. 30 июля 1418 получил должность великого кравчего Франции, а 30 января 1419 — президента Счетной палаты.
В 1418—1420 был капитаном трехсот тяжеловооруженных всадников для защиты Реймса, Шалона и окрестностей. После подписания мира между Жаном Бесстрашным и дофином Карлом 17 июня 1419 в Понсо, близ Мелёна, был одним из приближенных герцога; и участвовал во встрече в Монтеро 10 сентября, где тот был убит. Сумел бежать, и по прибытии в Бар-сюр-Сен отправил сообщения королеве в Труа, принцу Филиппу в Гент и герцогине в Дижон.
Продолжил службу у Филиппа Доброго. В 1420 году участвовал в подписании договора в Труа и бракосочетании Генриха V с Екатериной Французской.
В кампанию 1423 года овладел всеми местами, которые Ла-Гир удерживал в Шампани от имени дофина, в июле 1424 осадил Нель, а 4 ноября заставил Ла-Гира капитулировать в Витри.
2 ноября 1424 регент Франции герцог Бедфорд подтвердил Жана де Нёшателя в должности великого кравчего, и легитимировал его бастардов Тьебо и Антуана, а от имени короля ему были переданы сеньории Сомвель, Конфлан и Витри-ла-Виль, конфискованные у Эсташа де Конфлана.

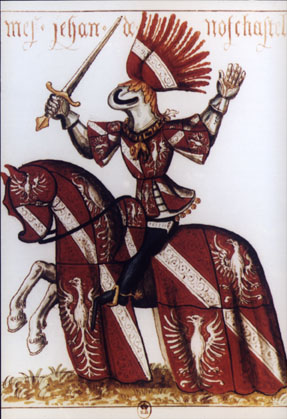
Жан де Нёшатель. Большой рыцарский гербовник ордена Золотого руна

8 января 1430 Жан де Нёшатель участвовал во встрече Изабеллы Португальской в Брюгге, а 10-го в церемонии герцогского бракосочетания. Затем, при основании ордена Золотого руна, стал одним из 24 его первых рыцарей. После этого был направлен в Жонвель и Лур с посланиями для герцогов Лотарингского и Австрийского.
В том же году участвовал во вторжении в Дофине, предпринятом Луи де Шалоном, и закончившемся разгромом бургундско-оранских войск, попавших в засаду при выходе из лесного дефиле в битве при Антоне 11 июня. Жану де Нёшателю удалось бежать с поля боя, за что его стали упрекать в трусости.
В январе 1431 он провел переговоры в Монбельяре с посланцами герцога Австрийского, и в Люксёе с представителями герцога Лотарингии.
Участвовал в сборе выкупа за Жана де Родемака, попавшего в плен к лотарингцам в битве при Бюльньевиле 2 июля 1431.
На первом капитуле ордена Золотого руна, открывшемся в Лилле 30 ноября 1431, Филипп Добрый лишил Жана де Нёшателя членства в ордене за бегство с поля боя, «и была великая печаль у товарищей названного Ордена, хорошо знавших доблесть и мужество названного сеньора де Монтегю». На его место был избран Симон VIII де Лален, сеньор де Монтиньи.
Пораженный произошедшим, сеньор де Монтегю 11 января 1432 составил в Амансе завещание в пользу внучатого племянника Жана де Нёшателя, а на следующем капитуле в Брюгге, 1—2 декабря пытался через своего прокурора добиться восстановления в ордене, но получил отказ. После этого он отправился в Святую землю, где в глубокой печали «умер у врагов» в сентябре 1433.

## Семья
Жена (12.1398): Жанна де Гистель, дама д'Авренкур (ум. между 1423 и 1432), дочь Жана VI де Гистеля, капитан-генерала Фландрии, и Жанны де Шатийон-сюр-Марн, вдова Жана V де Шалона, сеньора де Шательбелена, убитого в битве при Никополе. Принесла в приданое 8000 ливров, сеньорию Сен-Ламбер в Арденнах и виконтство Блиньи (Марна), доставшиеся ей от матери. Долгое время шли споры о наследстве с Луи де Шалоном, графом Осера, оспаривавшим до мая 1401 вдовью долю Жанны, и с Изабеллой, её старшей сестрой, женой Роберта Бетюнского, виконта Мо. Конфликт с последней был улажен только 30 октября 1421
Брак был бездетным, но Жан де Нёшатель имел нескольких бастардов:
- Тибо, бастард де Нёшатель (ок. 1400—1454), легитимирован в 1424, возможно, сын от Изабеллы де Виллер, сеньор де Нантёй, Конфлан, Шемийи, бургундский военачальник и дипломат. Жена 1): Аннелина де Баван (ум. до 1453); 2) Катрин де Вержи (ум. 1480). От него пошли контуазская и шампанская линии
- Антуан (ум. до 1481), легитимирован в 1424, возможно, сын от Изабо де Бюисси, сеньор де Силлери. Жена: Аньес де Франсьер. Основатель лотарингской линии
- Жак, бастард де Монтегю (ум. после 1476), сеньор де Соран-ле-Кордьер. Жена: Этьенетта де Мессе
- Жан (ум. после 1445). Жена: Аньес де Уделенкур
- Изабелла (ум. после 1499). Муж (23.03.1452): Анри Бребан де Шомон